# Allan Karlsson
Allan Karlsson   (Boden, 23 de gener de 1911 - 6 d'abril de 1991) fou un esquiador de fons suec que va competir durant la dècada de 1930. En el seu palmarès destaca una medalla de bronze al Campionat del Món d'esquí nòrdic de 1934 i un campionat nacional.